# Sắt(III) bromide
Sắt(III) bromide là hợp chất hóa học vô cơ có công thức FeBr3. Còn được gọi là ferric bromide, hợp chất không mùi màu nâu này được sử dụng làm chất xúc tác acid Lewis trong quá trình halogen hóa các hợp chất thơm. Nó hòa tan trong nước để tạo ra dung dịch có tính acid.

## Cấu trúc, tổng hợp và tính chất cơ bản
FeBr3 gồm một cấu trúc polyme gồm sáu phối hợp, bát diện trung tâm là Fe. Mặc dù có sẵn trên thị trường với giá rẻ, FeBr3 có thể được điều chế bằng cách xử lý kim loại sắt bằng nước brom:
2Fe + 3Br2 → 2FeBr3
Trên 200 °C (392 °F; 473 K), FeBr3 bị phân hủy thành sắt(II) bromide:
2FeBr3 → 2FeBr2 + Br2
Sắt(III) chloride ổn định hơn đáng kể, phản ánh khả năng oxy hóa lớn hơn của chlor. Chất rắn màu đen FeI3 không ổn định, vì sắt(III) sẽ oxy hóa các ion iodide.
Sắt(III) bromide có đầy đủ tính chất hóa học của muối.

## Ứng dụng
Sắt(III) bromide được sử dụng nhiều như một chất oxy hóa trong hóa học hữu cơ, ví dụ như để chuyển đổi rượu thành keton. Nó được sử dụng như một chất xúc tác acid Lewis để brom hóa các hợp chất thơm. Đối với các ứng dụng khác, nó thường được tạo tại chỗ.

## Hợp chất khác
FeBr3 còn tạo một số hợp chất với NH3, như FeBr3·6NH3 – bột màu cam nâu, không ổn định, đặc biệt là trong dung dịch nước, nó dễ bị thủy phân, CAS#: 110276-47-6.
FeBr3 còn tạo một số hợp chất với CO(NH2)2, như FeBr3·6CO(NH2)2·3H2O là tinh thể lục nhạt.